# Lockheed Martin
Lockheed Martin Corporation (NYSE: LMT) — американська компанія, що спеціалізується в галузі авіабудування, авіакосмічної техніки, суднобудування, автоматизації поштових служб та аеропортової логістики. Штаб квартира — в місті Бетесда (Меріленд), США. Станом на січень 2022 року, у Lockheed Martin працює приблизно 115 000 співробітників по всьому світу, включаючи близько 60 000 інженерів і вчених.
Створена об'єднанням компаній «Martin Marietta» та «Lockheed Corporation» в 1995 році.
Половина річних продажів корпорації припадає на Міністерство оборони США. Lockheed Martin також є підрядником для Міністерства енергетики США та Національного управління з аеронавтики та дослідження космічного простору (NASA).
У 2006 році НАСА повідомило, що за результатами конкурсу обрало компанію Lockheed Martin для виконання проєкту повернення на Місяць.
В 2023 році, компанія Lockheed Martin успішно завершила випробування на розрив надувного космічного модуля. Прототип пневматичного космічного житла витримав підвищення тиску до 17,22 атмосфер (1,74 МПа), що приблизно вшестеро вище за розрахунковий робочий тиск, після чого вибухнув. Це вже друге подібне випробування на розрив надувних космічних модулів, успішно проведене Lockheed Martin. Концепція надувного середовища проживання компанії розробляється в рамках програми NASA NextSTEP, метою якої є вдосконалення технологій, що забезпечують тривалі космічні польоти людини за межі низької навколоземної орбіти. Зокрема, NASA планує відправити пілотовану місію Artemis 2 на місячну орбіту наприкінці 2024 року та місію Artemis 3 з висадкою на поверхню Місяця у 2025 році.
Наприкінці липня 2024 року компанія Lockheed Martin представила нову гіперзвукову ракету під назвою «Mako». Ракета названа на честь найшвидшої акули у світі і здатна досягати надзвукових швидкостей. Ракета «Mako» розроблялася протягом 7 років і призначена для виконання різноманітних бойових завдань.

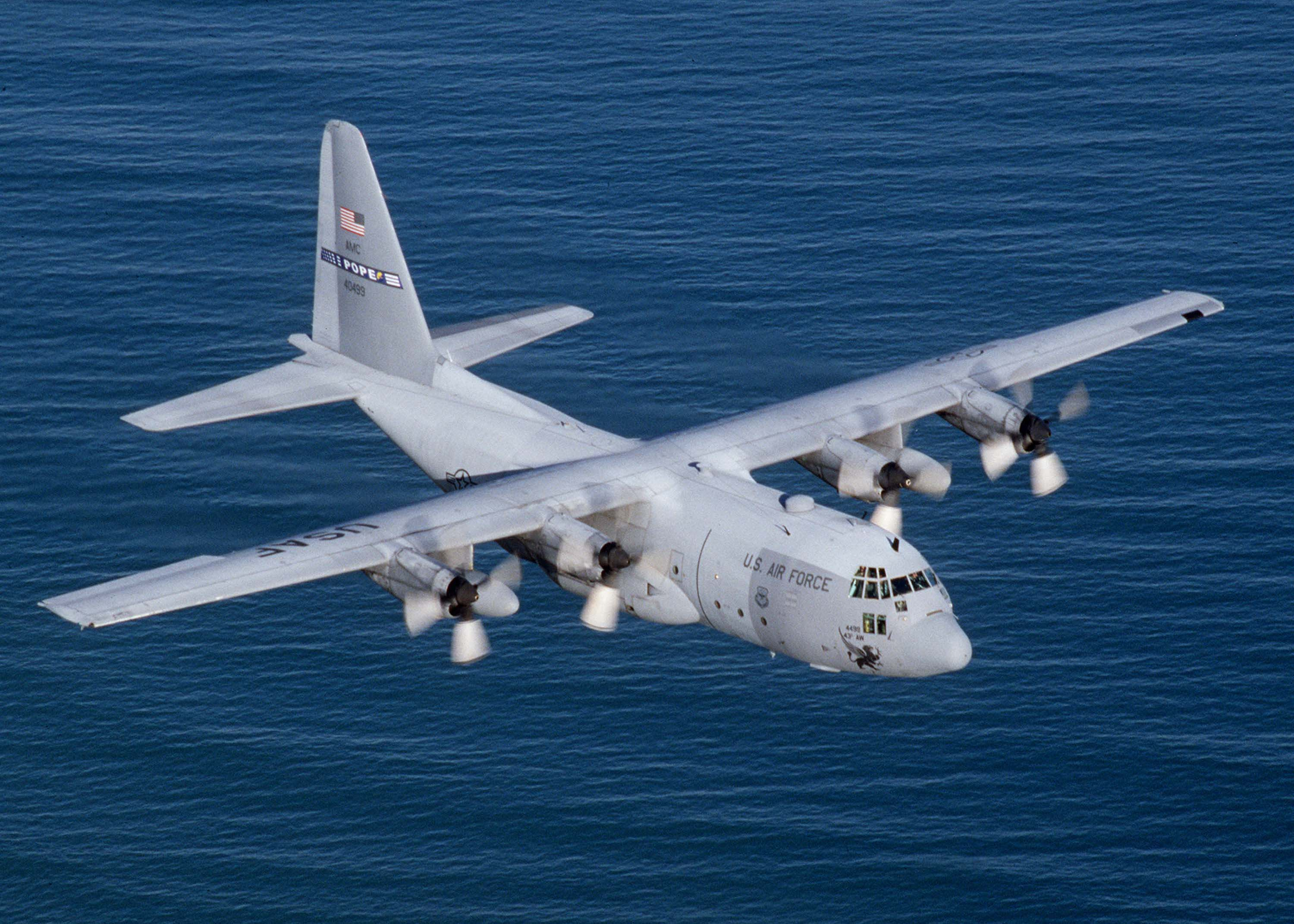
C-130 Hercules; у виробництві з 1950, зараз C-130J

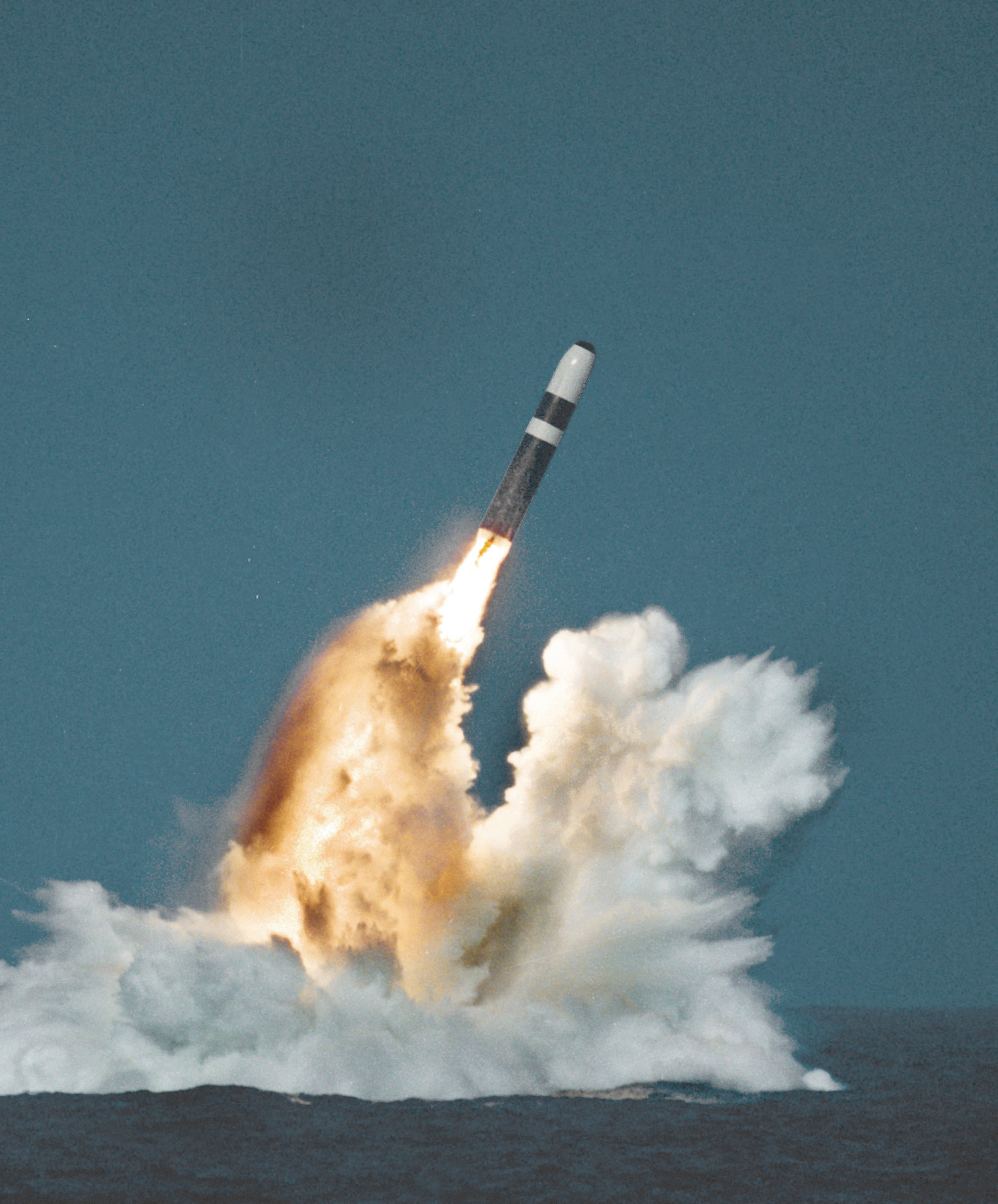
Запуск ракети Локгід Трайдент з підводного човна

## Структура

### Аеронавтика
- Lockheed Martin Aeronautics, головний підрозділ Локгід Мартін, що виробляє C-130, F-16, F-22, F-35, P-3 Orion та іншу авіаційну техніку.
- Lockheed Martin Aircraft and Logistics Centers

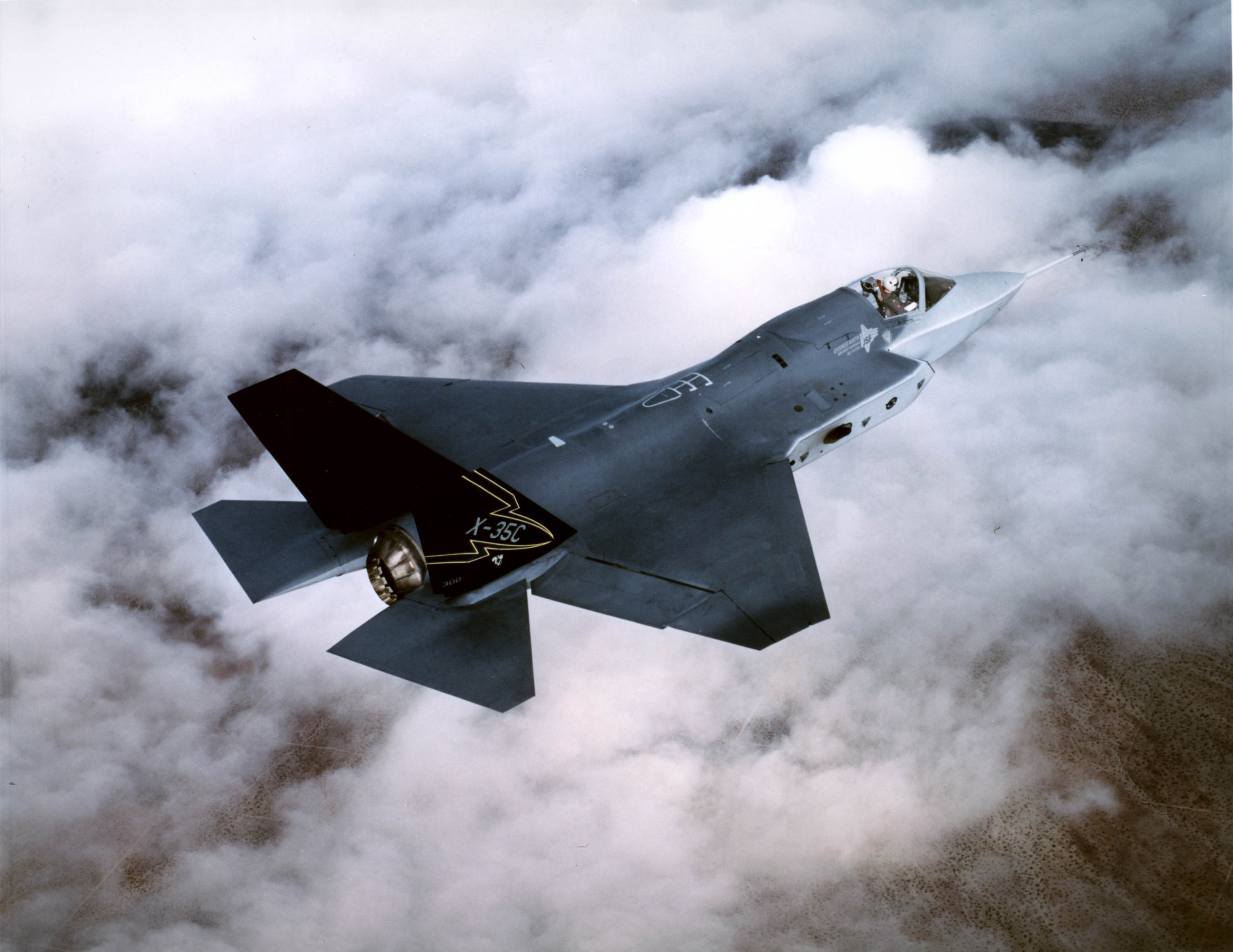
Lockheed Martin/BAE/Northrop Grumman X-35 (прототип F-35)

### Електронні системи
- Lockheed Martin Canada
- Lockheed Martin Maritime Systems and Sensors
- Lockheed Martin Missiles and Fire Control
- Lockheed Martin Simulation, Training and Support
- Lockheed Martin Systems Integration — Owego
- Lockheed Martin Advanced Technology
- Sandia National Laboratories

### Інформаційні та глобальні системи
- Lockheed Martin IS & GS-Civil
- Lockheed Martin IS & GS-Defense
- Lockheed Martin IS & GS-Intelligence
- Lockheed Martin IS & GS-Global
- Lockheed Martin IS & GS Readiness & Stability
- Lockheed Martin IS & GS Enterprise Integration
- Lockheed Martin Orincon
- Lockheed Martin STASYS
- Lockheed Martin Technology Ventures

### Космос
- Lockheed Martin Space Systems

### Інше
- LMC Properties
- Lockheed Martin Aircraft Argentina SA (колишня Fabrica Militar de Aviones)
- Lockheed Martin Enterprise Business Services
- Lockheed Martin Finance Corporation
- Lockheed Martin UK

### Спільні підприємства
- International Launch Services (з Хрунічева , РКК Енергія)
- Lockheed Martin Alenia Tactical Transport Systems (з Alenia, зараз завершилося)
- MEADS International (з EADS і MBDA)
- Space Imaging (46 %)
- United Launch Alliance (з Боїнгом)
- United Space Alliance (з Боїнгом)
- Kelly Aviation Center (з GE і Роллс-Ройсом)
- Protector USV — безпілотний плавальний засіб з RAFAEL Armament Development Authority і BAE Systems
- Defense Support Services (DS2) (з Day & Zimmermann)